# 本与板城
本与板城（もとよいたじょう）は、新潟県長岡市与板町本与板にあった日本の城。県指定史跡。

## 歴史
築城時期は不明だが、建武元年（1334年）に新田氏一族の籠沢入道が築城したと伝えられている。その後、越後国守護上杉氏の重臣飯沼氏が居城とした。しかし、永正4年（1507年）、越後守護代長尾為景と守護上杉房能が戦った「永正の乱」で、 飯沼氏は為景に攻められ滅んだため、長尾氏の家臣直江実綱（景綱）が城主となった。しかし、直江氏は御館の乱を契機に与板城に居城を移した。本与板城は支城として機能したとも言われるが、上杉氏と共に直江氏が会津に転封されたため、廃城になったと推定されている。